# آموزش رانندگی
آموزش رانندگی (به انگلیسی: Driving Lessons) یک فیلم کمدی-درام بریتانیایی محصول سال ۲۰۰۶ به نویسندگی و کارگردانی جرمی براک است. خلاصه داستان فیلم در مورد پسر نوجوان خجالتی می‌باشد که سعی دارد از سخت‌گیری‌های مادرش فرار کند و …

## بازیگران
- جولی والترز در نقش اوی والنتون[۱]
- روپرت گرینت در نقش بن مارشال[۲]
- لورا لینی در نقش لورا مارشال
- نیکولاس فارل در نقش رابرت مارشال
- میشل دانکن در نقش بریونی
- تامسین اجرتون در نقش سارا
- الیور میلبرن در نقش پیتر
- جیم نورتون در نقش آقای فینچام